# Jordan Cousins
Jordan Paul Cousins (Greenwich, 6 maart 1994) is een Engels voetballer die bij voorkeur als middenvelder speelt. Hij stroomde in 2011 door vanuit de jeugd van Charlton Athletic.

## Clubcarrière
Cousins komt uit de jeugdacademie van Charlton Athletic. Hij debuteerde voor Charlton op 6 augustus 2013 in de League Cup tegen Oxford United. Elf dagen later scoorde hij bij zijn competitiedebuut tegen Barnsley. Op 4 oktober 2013 tekende hij een contractverlenging tot de zomer van 2016.

## Interlandcarrière
Cousins kwam uit voor diverse Engelse nationale jeugdelselecties. Hij behaalde onder meer 22 caps voor Engeland -17.
1 Dieng ·
2 Kakay ·
3 Wallace ·
4 Dickie ·
5 De Wijs ·
6 Barbet ·
7 Johansen  ·
8 Amos ·
9 Dykes ·
10 Chair ·
11 Austin ·
12 Ball ·
13 Archer ·
14 Thomas ·
15 Field ·
16 McCallum ·
17 Dozzell ·
19 Gray ·
20 Dunne ·
21 Willock ·
22 Odubajo ·
32 Walsh ·
33 Barnes ·
34 Duke-McKenna ·
37 Adomah ·
Coach: Warburton